# Actinotus gibbonsii
Actinotus gibbonsii là một loài thực vật có hoa trong họ Hoa tán. Loài này được F.Muell. mô tả khoa học đầu tiên năm 1868.